# Trepalium (série télévisée)
Pour le groupe de death metal français, voir Trepalium.
Trepalium est une série télévisée d’anticipation française en six épisodes de 52 minutes, créée par Antarès Bassis et Sophie Hiet, diffusée le 11 et le 18 février 2016 sur Arte.
Le titre de cette série est la contraction des mots « trépas » et « tripalium », à savoir l’instrument de torture à l’origine du mot latin « travail », pensé comme synonyme de souffrance d'après les créateurs (cette étymologie est en fait un peu différente : le « travailleur » étant en fait le tortionnaire et non le torturé).
Cette série est sélectionnée et présentée « hors compétition » au Festival de la fiction TV de La Rochelle en septembre 2015.
Katia Raïs a annoncé que Trepalium s’agissant d’une minisérie n’aurait pas de seconde saison et que la prochaine série « s’intéressera au vieillissement de la population. L’idée est de prendre à chaque fois un symptôme du monde d’aujourd’hui et de le transformer dans un monde de demain. Sur une série de six épisodes. ». Il s’agit de la série Ad Vitam.

## Synopsis
Dans un proche futur, la population est séparée en deux par un mur. D’un côté, la « Zone », avec les 80 % de chômeurs, de l’autre, la « Ville » hébergeant les 20 % d’actifs. Izia Katell (Léonie Simaga) vit dans la Zone où elle élève seule son fils. Elle est sélectionnée par le gouvernement pour devenir une « employée solidaire » à Aquaville, du côté des actifs. Elle va travailler chez Ruben Garcia (Pierre Deladonchamps), ingénieur en dépollution dévoué à son travail, qui vit avec sa femme Thaïs et sa fille devenue mutique.

## Distribution
- Léonie Simaga : Izia Katell et Thaïs Garcia
- Pierre Deladonchamps : Ruben Garcia
- Ronit Elkabetz : Nadia Passeron
- Sarah Stern : Zoé Passeron
- Arauna Bernheim-Dennery : Maëlle Garcia
- Grégoire Monsaingeon : Monroe Moretti
- Aurélien Recoing : Silas Garcia
- Charles Berling : Bartholomé
- Lubna Azabal : Lisbeth Richard
- Olivier Rabourdin : Robinson et Sol
- Achille Ridolfi : Jeff
- Nemo Schiffman : Noah
- Florence Janas : Gene Mars
- Tewfik Jallab : Hans
- Aloïse Sauvage : Vali
- Lola Naymark : Peterson
- Sofiene Mamdi : Le militaire
- Leïla Kaddour-Boudadi : la journaliste des flashs infos télévisés

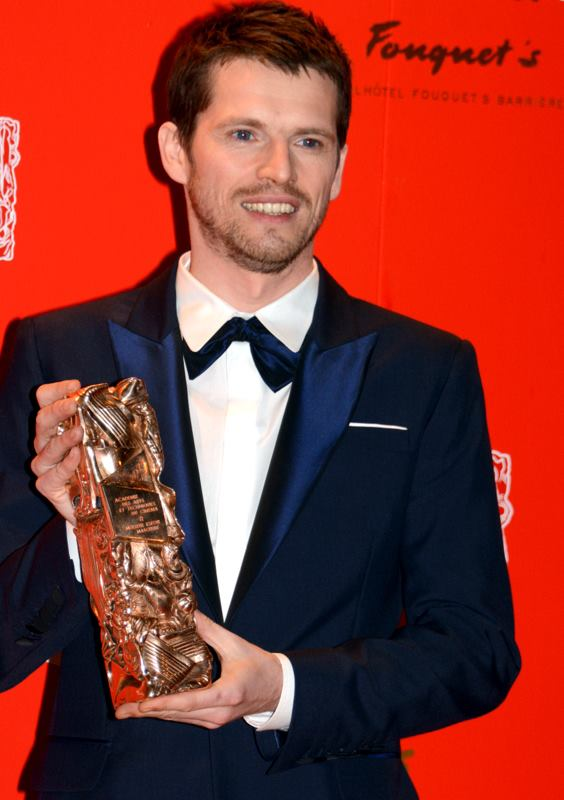
Pierre Deladonchamps (Ruben Garcia)
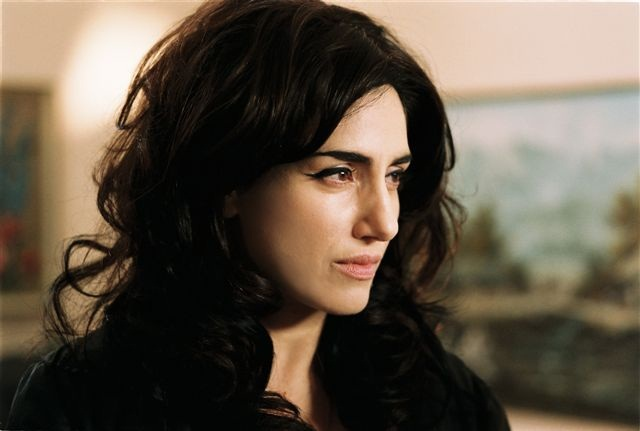
Ronit Elkabetz (Nadia Passeron)
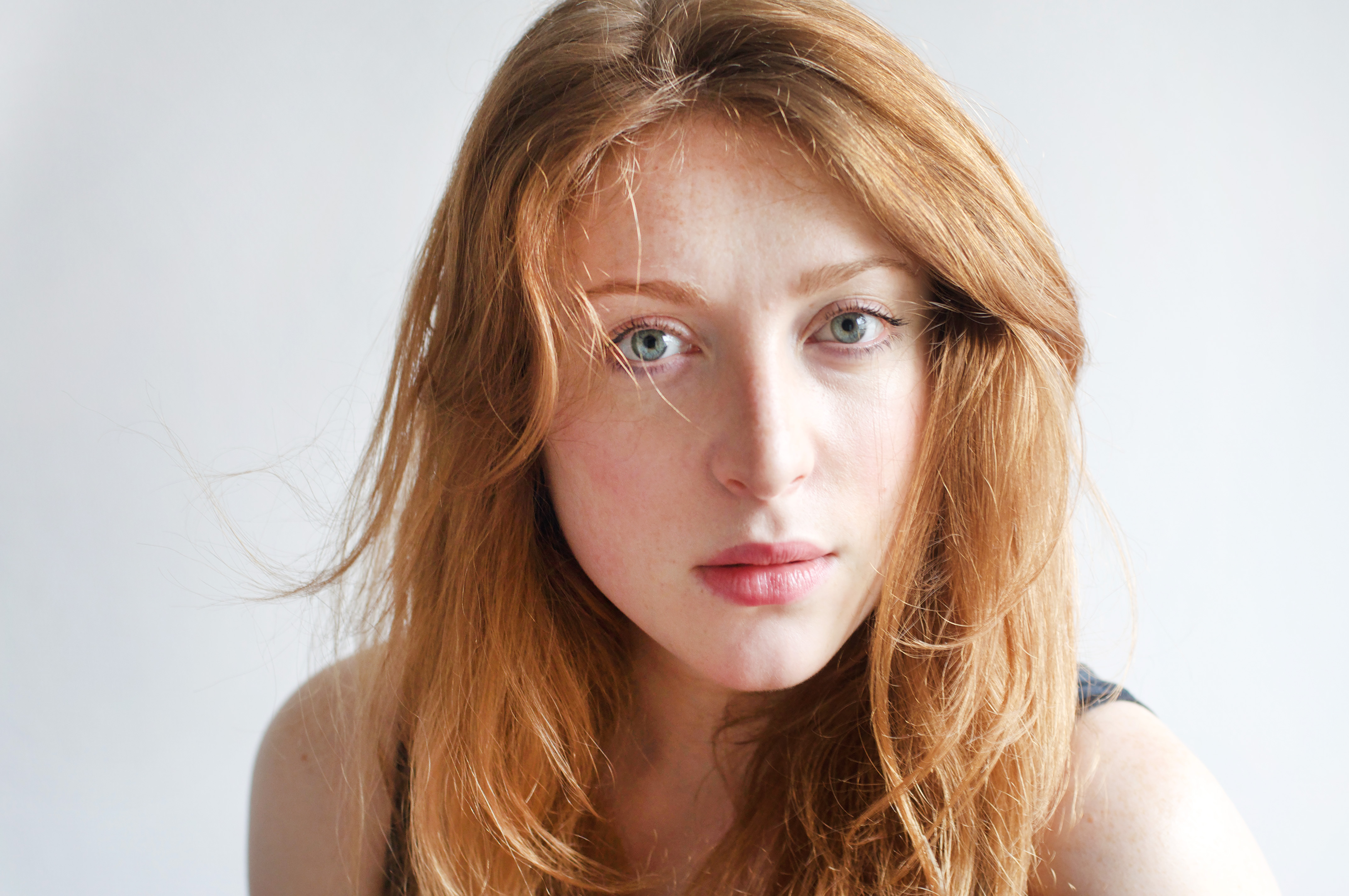
Sarah Stern (Zoé Passeron)
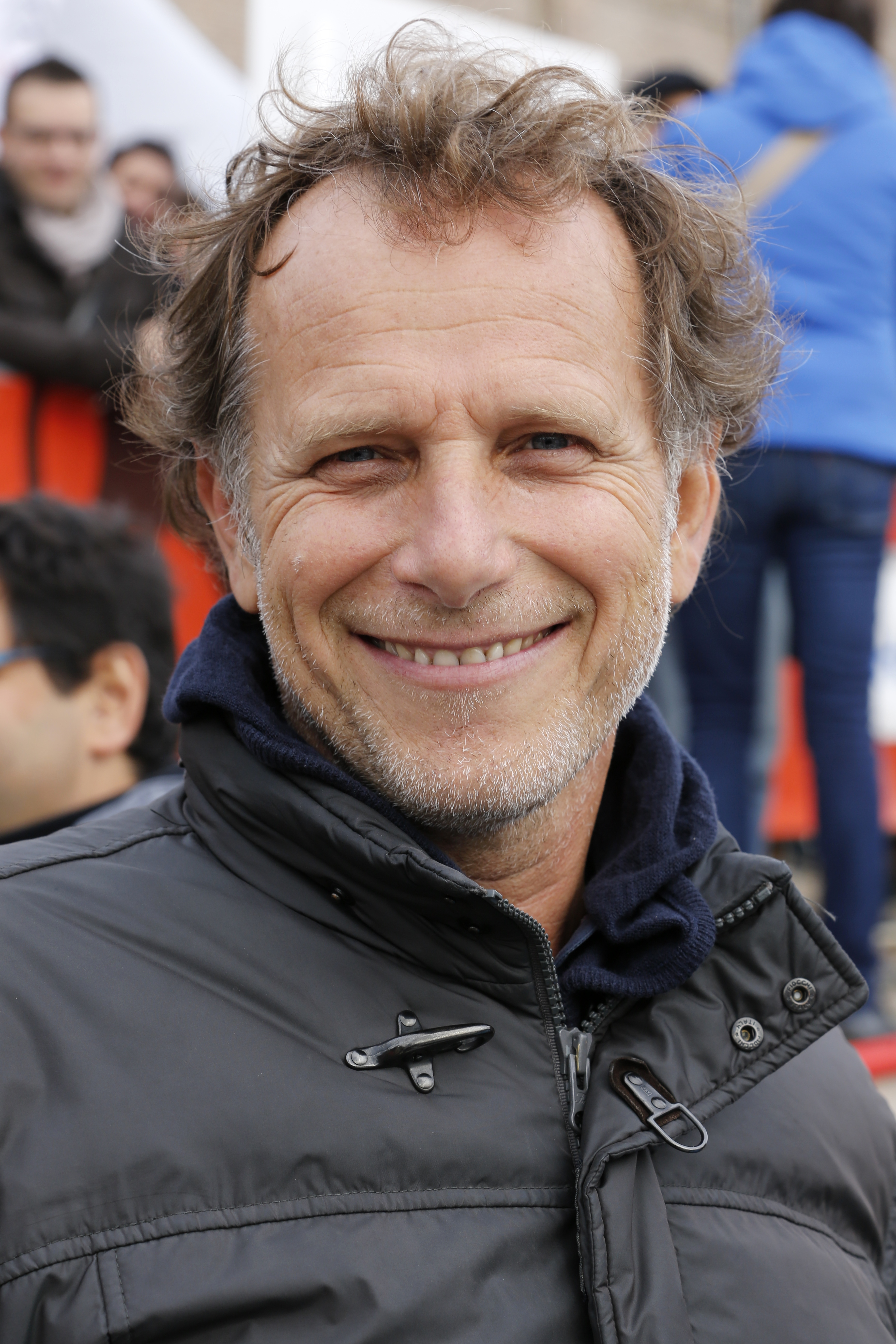
Charles Berling (Bartholomé)
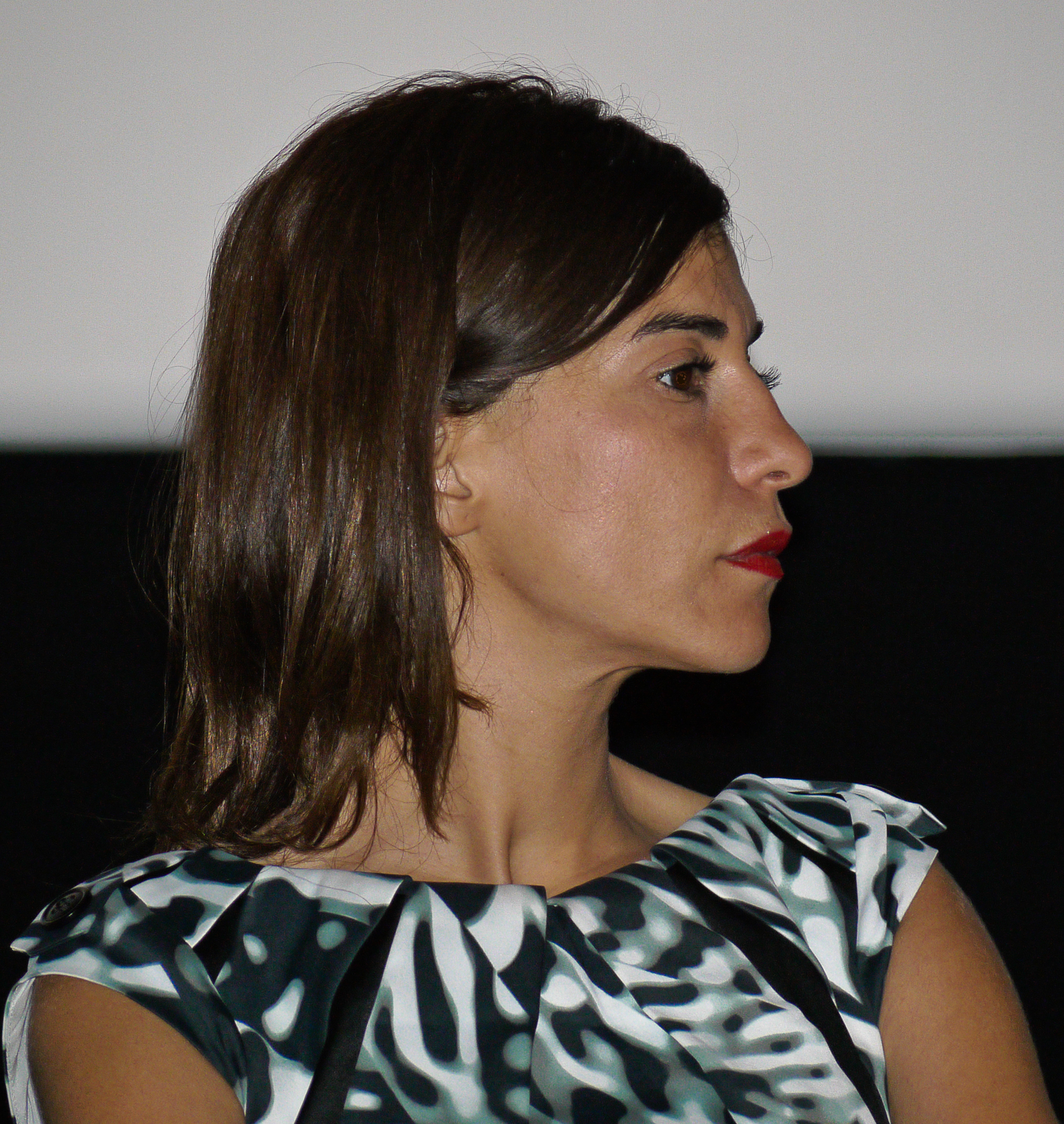
Lubna Azabal (Lisbeth)
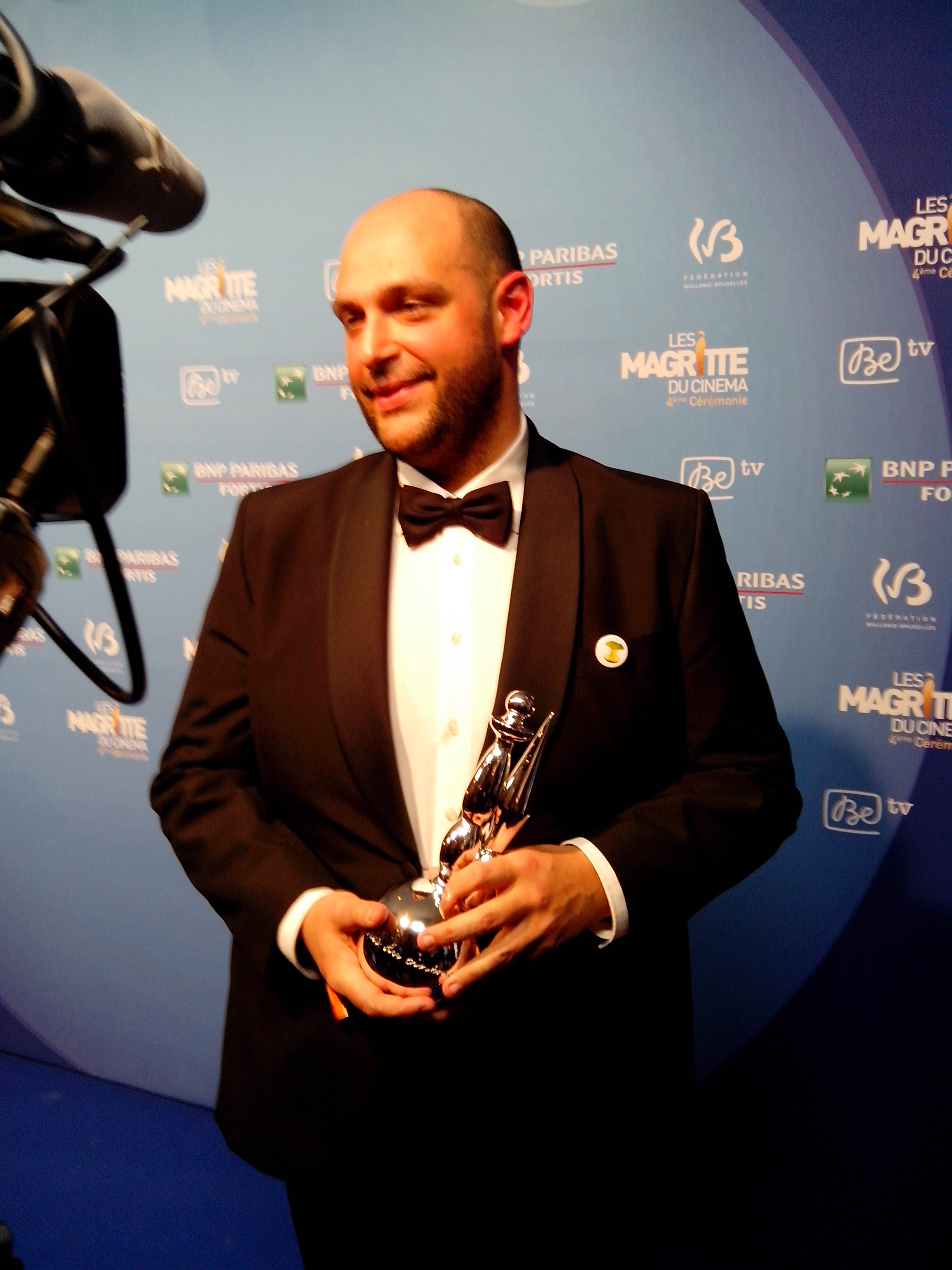
Achille Ridolfi (Jeff)
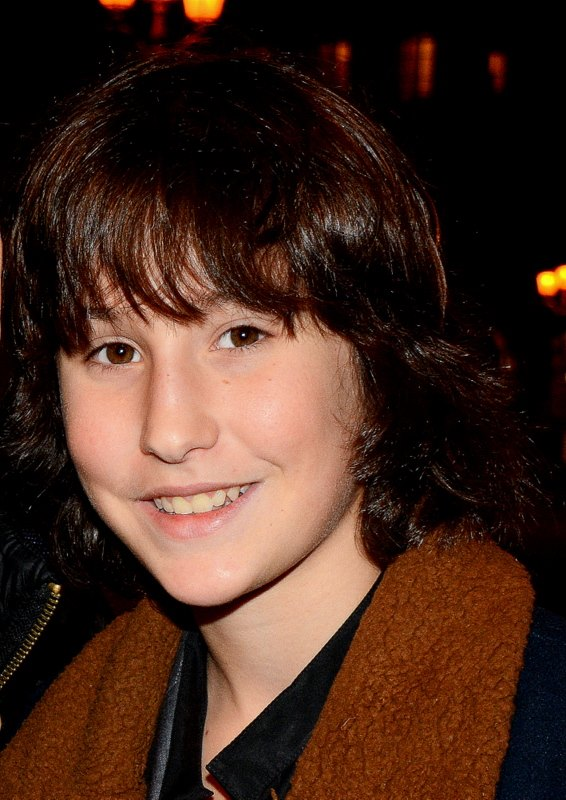
Nemo Schiffman (Noah)
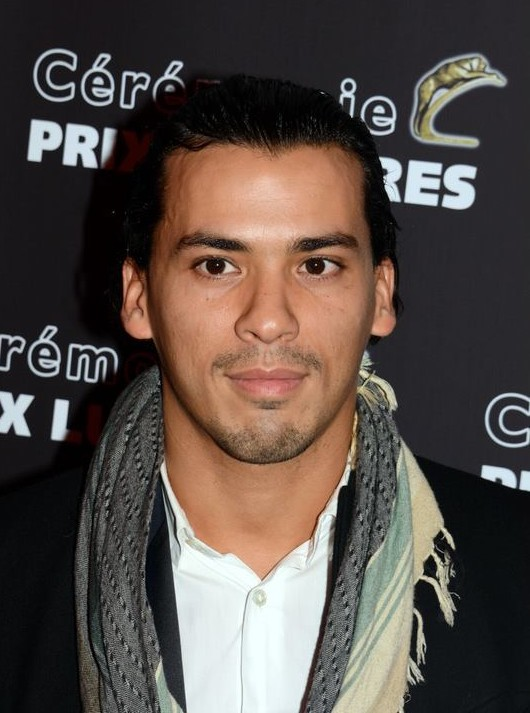
Tewfik Jallab (Hans)

## Production

### Développement
Grâce à leur moyen-métrage L’Emploi vide qui leur a donné l’idée de Trepalium, la série est un pari courageux pour les jeunes créateurs Antarès Bassis et Sophie Hiet parce que, tout contrairement aux Américains et aux Britanniques, ni les producteurs ni les scénaristes en France ne s’inspirent du récit d’anticipation ou de la dystopie. L’histoire de la série remonte « déjà une dizaine d’années » pour une meilleure réflexion sur « la place du travail dans notre société, comment il va jusqu’à définir notre identité » étant donné que « le travail est synonyme de souffrance, il faut s’interroger », raconte Sophie Hiet, ce qui explique le titre de la série : « Trepalium » est un instrument de torture à l’origine du mot « travail » en latin. Antarès Bassis rassure que c’est une idée sans .
Côté scénario, la plupart des médias comparent ceux de la pauvreté dans la « Zone » avec Hunger Games de Gary Ross et la richesse de la « Ville » avec Bienvenue à Gattaca d’Andrew Niccol.
Dans les années 2010, la productrice Katia Raïs admire l’ensemble du travail audiovisuel du réalisateur belge Vincent Lannoo, notamment le faux documentaire intitulé Vampires (2010), et lui envoie donc des scénarios : ce dernier les adore immédiatement « d’une part parce qu’ils étaient remarquablement écrits, et d’autre part parce qu’ils posaient les bases d’un monde futuriste qui restait à inventer ».

### Attribution des rôles
La nouvelle s’annonce, en octobre 2014 que l’acteur Pierre Deladonchamps, césarisé du meilleur espoir masculin pour le film L'Inconnu du lac d’Alain Guiraudie en fin février 2014, est choisi pour le rôle principal de Ruben Garcia dans cette série de science-fiction, aux côtés de Léonie Simaga, Ronit Elkabetz (dont c'est son dernier rôle), Aurélien Recoing, Olivier Rabourdin et Charles Berling.
Léonie Simaga, sociétaire de la Comédie-Française, regrette d’avoir préféré le rôle d’Izia Katell à la chargée de communication de la Première ministre : « Cela aurait été plus progressiste d’incarner une femme puissante, et pas une opprimée ! », avouera-t-elle.

### Tournage

Le siège du Parti communiste français, ayant servi comme décors pour Aquaville.

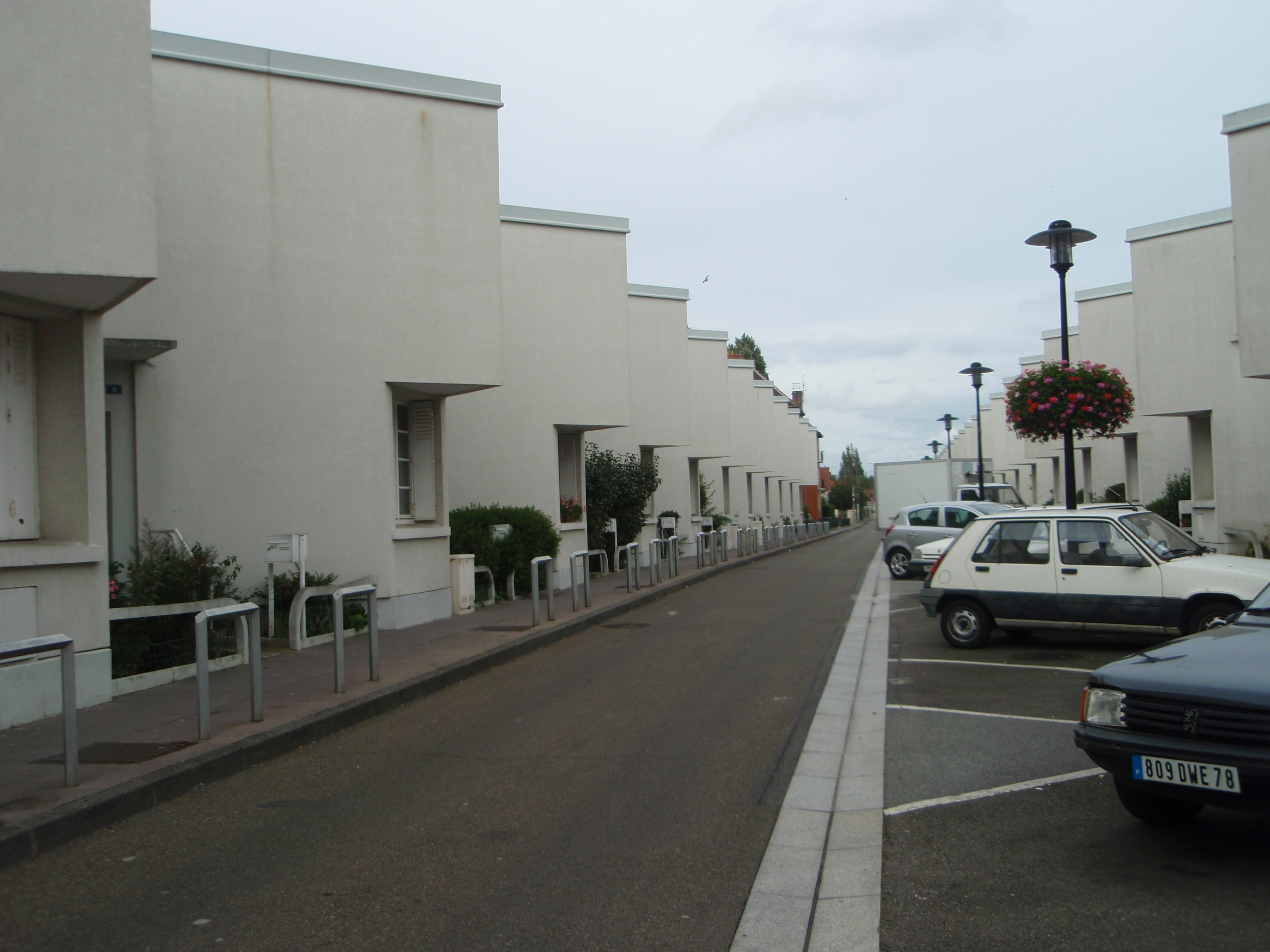
La cité des Dents de Scie de Trappes en Yvelines, ayant servi de décors.

Les prises de vues se déroulent à Paris et dans sa région, entre le 13 octobre 2014 et le 16 janvier 2015. L'équipe du tournage se déplace également à Trappes dans les Yvelines pour filmer les décors de la cité ouvrière des Dents de Scie. Quant au gigantesque mur qui sépare la « Ville » et la « Zone », un véritable mur a été construit dans une caserne à Senlis dans l’Oise, faisant quarante mètres de long et six mètres de haut, avec d’immenses portes en métal et de miradors — tandis que l’appartement de Ruben Garcia est réalisé dans un ancien gymnase.
Pour rassembler la Ville et la Zone sur écran, le réalisateur Vincent Lannoo choisit « une mise à l’image avec des plans à l’épaule dans la Zone et des mouvements lents, rigides et posés dans la Ville. Petit à petit, ces deux genres se mélangent pour n’être plus que de l’épaule dans les derniers épisodes », une idée qui déplait aux créateurs-scénaristes qui veulent nous « faire peu à peu réaliser qu’il y a une même souffrance des deux côtés du mur. La mise en scène a choisi de montrer la douleur des actifs immédiatement. [Ils ont] imaginé de la révéler plus progressivement. C’est un choix plus radical, peut-être rendu nécessaire par le très grand nombre de personnages ».

### Musique
Albums de Thierry Westermeyer
Au revoir... et à bientôt !
(mars 2015)
Thierry Westermeyer a été choisi pour composer la bande originale de Trepalium sous la réalisation de Vincent Lannoo-Bourton, sortie le 29 janvier 2016.

### Fiche technique
- Titre original : Trepalium
- Réalisation : Vincent Lannoo
- Création :  Antarès Bassis et Sophie Hiet
- Scénario : Antarès Bassis, Thomas Cailley, Sophie Hiet et Sébastien Mounier
- Musique : Thierry Westermeyer
- Direction artistique : François Girard
- Costumes : Karin Charpentier[3]
- Photographie : David Cailley
- Son : Boris Chapelle, Vincent Cosson, Yves Leveque et Benjamin Rosier[3]
- Montage : Frédérique Broos et Kako Kelber
- Production : Katia Raïs
- Sociétés de production : Kelija[3] ; Arte France (coproduction)
- Société de distribution : Arte
- Pays d’origine :  France
- Langue originale : français
- Format : couleur
- Genre : anticipation
- Durée : 6 × 52 minutes
- Dates de diffusion :
  - Portugal : 14 janvier 2016 sur RTP2[19]
  - France / Allemagne : 11 février 2016 sur Arte

## Diffusion internationale
Après la présentation « hors compétition » au Festival de la fiction TV de La Rochelle en septembre 2015, la troisième édition du Direct to Series de Los Angeles se clôture le 28 octobre 2015 avec quatre séries françaises en avant-première, dont Trepalium en toute évidence,.
La première diffusion à la télévision a lieu tout d’abord au Portugal à partir du 14 janvier 2016 sur RTP2, avant que la première saison de cette série télévisée soit diffusée, ses trois premiers épisodes le 11 février et les derniers le 18 février 2016, en Allemagne — sous le titre Stadt ohne Namen, littéralement « Ville sans nom » — et en France sur Arte.
Selon Paris Match du 11 février 2016, la seconde saison n’aura pas lieu : la production « est en train de penser à une anthologie. On voudrait à chaque fois prendre un syndrome de notre société et le transformer en cauchemar demain », précise la productrice Katia Raïs.

## Épisodes
La série est composée de six épisodes d’une durée d’environ cinquante minutes.

### Épisode 1
- Portugal : 14 janvier 2016 sur RTP2[19]
- Allemagne /  France : 11 février 2016 sur Arte

- Portugal : 76 000 téléspectateurs[23] (première diffusion)
- France : 894 000 téléspectateurs[24] (première diffusion)

Dans la « Zone », les habitants sont convoqués au checkpoint no 1, où on leur annonce que 10 000 personnes vont bénéficier d’un programme emplois solidaires et pourront aller travailler dans la « Ville ». La Première ministre se rend en personne dans la « Zone » pour l’annoncer. Cela fait suite à la libération du ministre du Travail, et mari de la Première ministre, retenu captif par les activistes et libéré à la suite d’une négociation. En réalité, on apprend que les 10 000 emplois solidaires sont une opération destinée à garder la confiance de la Banque Internationale, qui menaçait de ne plus financer la « Ville ».
Izia Castel et Jeff font partie des personnes sélectionnées.
Dans la « Ville », Thaïs Garcia est au bord du licenciement. Silas Garcia, son beau-père, est un haut placé dans l’entreprise Aquaville. Il apprend qu’il est gravement malade et qu’il aura besoin d’un soutien familial s’il veut subvenir à ses frais de santé et rester dans la « Ville ».
Thaïs demande à le rencontrer, mais il refuse. On apprend qu’elle souhaite en fait entrer dans son bureau pour voler des fichiers, pour le compte de son amant Hans qui lui fait miroiter une mutation dans une autre ville pour commencer une nouvelle vie à deux. Ils se font surprendre par un garde de la sécurité alors qu’ils s’embrassent, mais Hans parvient à le neutraliser. Il donne rendez-vous à Thaïs le lendemain à 19 heures avec les fichiers.
Ruben Garcia, le mari de Thaïs, reçoit une notification pour l’informer qu’il fait partie des sélectionnés et qu’il va devoir accueillir un zonard chez lui. Ruben et Thaïs sont un couple à la dérive, avec une fille Maëlle qui souffre de la maladie des « enfants mutiques ». Ruben pense qu’elle peut intégrer un programme de prestige (Phoenix), alors que Thaïs pense qu’elle ne sera bonne qu’à être envoyée dans la « Zone ».
À la suite du décès d’un directeur, Ruben Garcia souhaite obtenir une promotion. Pour cela, il a besoin du soutien de son père, Silas. Celui-ci est castrateur avec son fils et ne lui dit rien de son état de santé. Il finit par accorder à son fils son soutien, et l’invite à une réception où sera présent le président-directeur général de l’entreprise, ainsi qu’un rendez-vous entre Silas et Thaïs à 9 heures le lendemain.
Monroe Moretti reprend immédiatement ses fonctions de ministre du Travail. Il fait l’objet d’un entretien avec une agence des services de renseignement. Zoé, fille de la Première ministre qui assurait sa fonction durant son absence pendant sa captivité et qui est désormais directrice de la communication, lui fait part de ses réserves quant à la capacité de son père à redevenir ministre immédiatement.
On apprend que la femme des services de renseignement qui a interrogé Monroe Moretti est en fait de mèche avec Hans. Ils se retrouvent à l’aquarium. Hans lui délègue la tâche de récupérer les fichiers de Thaïs, puis l’informe qu’il est contraint de passer dans la « Zone », car les choses sont désormais trop dangereuses pour lui en « Ville ».
Izia arrive chez Thaïs et Ruben. Elle ressemble comme deux gouttes d’eau à Thaïs. Ruben ne sait pas trop quoi lui donner à faire, et lui confie la tâche de ranger les affaires de Maëlle dans une boite qui doit être retournée à une entreprise. Cela fera l’objet d’une altercation entre Izia et l’agent de cette entreprise, mécontent qu’Izia ait fait le boulot à sa place. Parmi les jouets, il y avait une poupée intelligente qui parle à laquelle Maëlle était très attachée. Izia la cache sous l’oreiller de Maëlle au lieu de retourner l’objet.
Au moment de son rendez-vous avec Silas, Thaïs est interpelée par les services de renseignement qui ont des soupçons sur elle. Elle désactive sa puce, et son mari en est informé. Il n’arrive pas à la joindre, à quelques heures de la réception très importante du soir.

### Épisode 2
- Portugal : 21 janvier 2016 sur RTP2[25]
- Allemagne /  France : 11 février 2016 sur Arte

- Portugal : 32 900 téléspectateurs[26] (première diffusion)
- France : 710 000 téléspectateurs[24] (première diffusion)

Ruben ordonne à Izia, sa solidaire qui ressemble comme deux gouttes d’eau à sa femme, de l’accompagner à un cocktail auquel le directeur général d’Aquaville est présent. Il y officialise sa candidature pour le poste. L’image de famille idéale est néanmoins écornée par la nervosité d’Izia, et par une crise de mutisme de sa fille Maëlle. Le père de Ruben remarque tout de suite que la personne qui l’accompagne n’est pas Thaïs mais Izia.
Pendant ce temps, Thaïs attend Hans à l’aquarium. L’amie de Hans est un agent infiltré des services secrets de la Ville l’aborde. Méfiante, Thaïs finit par reconnaitre qu’elle n’a pas la puce et qu’elle est surveillée. Son interlocutrice utilise son taser contre elle. Elle prévient immédiatement Hans, et fait exfiltrer Thaïs vers la Zone. Elle y est retenue captive et retrouve Hans qui lui avoue qu’il est avec les activistes et qu’il l’a utilisée pour s’infiltrer dans le bureau de son beau-père. À mille lieues d’imaginer cela, elle lui exprime son incompréhension et son dégout pour les zonards.
Voyant que sa femme n’est toujours pas de retour, Ruben ordonne à Izia de la remplacer à son travail. Celle-ci refuse mais finit par accepter en échange de 500 unités de monnaie par jour. Elle réussit bien sa journée, et gagne même un bonus. Cependant, elle est interrogée, car les services secrets, qui ont des soupçons sur Thaïs à la suite d’une dénonciation. Elle est cependant sauvée par l’activiste infiltrée dans les services de renseignement, qui fait en sorte qu’elle ne soit pas interrogée, et qui informe le réseau qu’Izia a remplacé Thaïs.
Ethan, dont on découvre qu’il est le père de Noah, aborde Izia à son retour dans la Zone. Elle refuse de lui parler et de l’aider, et lui dit qu’elle a bientôt l’argent suffisant pour payer un passeur pour lui permettre d’aller dans le Sud.
Dans la « Zone », Noah découvre que sa mère lui a menti au sujet de son père, et que celui-ci n’a pas gagné la grande loterie pour aller dans la « Ville ». Dégouté, il se laisse tenter par la drogue avec une autre adolescente de son âge, mais fait une overdose. C’est Robinson, le professeur, qui le sauve de justesse et prévient Izia. Celle-ci lui avoue qu’elle a remplacé Thaïs et qu’Ethan l’a abordée. À son retour chez elle, Lisbeth lui apprend que des voleurs lui ont pris toute sa monnaie pendant son absence. L’épisode se termine sur un plan d’Ethan et d’un de ses acolytes, et on comprend que c’est lui qui a commis le vol.

### Épisode 3
- Allemagne /  France : 11 février 2016 sur Arte

- France : 565 000 téléspectateurs[24] (première diffusion)

### Épisode 4
- Allemagne /  France : 18 février 2016 sur Arte

- France : 520 000 téléspectateurs[27](première diffusion)

### Épisode 5
- Allemagne /  France : 18 février 2016 sur Arte

- France : 520 000 téléspectateurs[27](première diffusion)

### Épisode 6
- Allemagne /  France : 18 février 2016 sur Arte

- France : 520 000 téléspectateurs[27](première diffusion)

## Univers de la série
Le caractère dystopique de cet univers est annoncé dès le générique de début par une citation de grands maîtres du genre. Dans le premier épisode, une pensée de Ray Bradbury : « Il faut sans cesse se jeter du haut d'une falaise et se fabriquer des ailes durant la chute. », dans le deuxième épisode, un écrit de Philip K. Dick : « On te demandera de faire le mal où que tu ailles. C'est le fondement de la vie : avoir à violer sa propre identité. »

### Personnages faisant partie du gouvernement
Nadia Passeron (Ronit Elkabetz)Première ministre et épouse de Monroe Moretti, ministre du Travail, qui a été emprisonné dans la « Zone » pendant plus d’un an.
Monroe MorettiMinistre du travail et mari de Nadia Passeron. Après avoir été captif des activistes pendant plus d’un an, il reprend ses fonctions.
Zoé Passeron (Sarah Stern)Fille de Nadia Passeron et responsable de la communication de sa mère. Elle a remplacé son père pendant sa captivité au poste de ministre du travail.
Père de Nadia Passeron et de Sol.
Gene Mars (Florence Janas)Colonel chef des armées, activiste et petite amie de Hans.
Président de la Banque internationale.

### Personnages faisant partie d'Aquaville
Ruben Garcia (Pierre Deladonchamps)Ruben est ingénieur en dépollution dans la société Aquaville, et, comme tous les Actifs, est entièrement dévoué à son emploi. Il vit dans la « Ville » avec son épouse Thaïs et sa fille Maëlle, sous les yeux de son père Silas qui le trouve faible. Tout changera en recevant la Zonarde Izia dans sa maison.
Thaïs Garcia (Léonie Simaga)Épouse de Ruben Garcia
Maëlle Garcia (Arauna Bernheim-Dennery)Fille de Ruben Garcia qui souffre de mutisme. Il était prévu qu’elle aille à l’école Phoenix.
Silas Garcia (Aurélien Recoing)Père de Ruben Garcia. Castrateur et tyrannique, Silas est l’un des plus importants d’Aquaville même s’il est l’éternel bras-droit du président-directeur général Bartholomé. Atteint d’une maladie, il ressent pour la première fois la faiblesse et, en pleine frayeur, demandera violemment de l’aide à son fils.
Bartholomé (Charles Berling)PDG d’Aquaville.

### Personnages faisant partie des Zonards
Izia Katell (Léonie Simaga)Izia aimait follement Ethan qui est parti en lui laissant leur fils Noah qu’elle élève seule dans la « Zone » entre la peur et la méfiance autour d’elle. Un jour, elle est sélectionnée comme « employée solidaire » : une chance qui lui permettrait de quitter ce lieu cauchemardesque avec Noah pour rejoindre le Sud où l’emploi existe toujours. Cependant, ses projets semblent mis à mal quand son poste de domestique chez Ruben Garcia l’entraine dans plusieurs intrigues.
Jeff Larkham (Achille Ridolfi)Jeff est un zonard sans importance qui, comme Izia, devient employé solidaire. Identifié pour sa photogénie par Zoé, il deviendra le conseiller spécial de Monroe Moretti, dans l’opération de communication orchestrée par Nadia Passeron et Zoé. Il est très pieux.
Lisbeth Richard (Lubna Azabal)Compagne de Jeff, une prostituée au passé trouble, dure et pragmatique. Elle a vécu en ville jusqu’à ses 25 ans lorsqu’elle a été licenciée. Ancienne activiste.
Robinson (Olivier Rabourdin)Professeur de Noah, Robinson essaie de survivre les cours scolaire dans la Zone et est persuadé que l’éducation peut sauver l’humanité. Ami proche d’Izia, il cache un secret lourd.
Noah (Nemo Schiffman)Fils d’Izia Katell.
Vali (Aloïse Sauvage)Adolescente et amie de Noah.

### Personnages faisant partie des activistes
Sol Passeron (Olivier Rabourdin)Leader des activistes qui prend la tête du gouvernement provisoire. Frère de Nadia Passeron.
Ethan/BorisPère de Noah. Ancien petit ami d’Izia Katell.
Hans Haënel (Tewfik Jallab)Petit ami de Gene Mars et chef de la division activiste à l’intérieur de la ville.

## Accueil

### Audiences
Les trois premiers épisodes de Trepalium ont été en moyenne suivis par 723 000 téléspectateurs, soit 3,4 % du public, dont 894 000 pour le premier épisode (3,5 %). Quant aux trois derniers, elle baisse avec une moyenne de 520 000 téléspectateurs (2,5 %).

### Accueil critique
Sur AlloCiné, la note moyenne des spectateurs se révèle être, deux jours après sa première diffusion, de 2,9 pour 26 notes.
I.H.-L. de Studio Ciné Live ne cache pas sa déception en soulignant : « Comment cette idée, si intelligente, originale et actuelle, a-t-elle pu engendrer une trame narrative aussi prévisible ? ». Plus positif, J. Sedra du Contrepoints précise que « Trepalium est une formidable illustration de comment le Français lambda est supposé percevoir l’économie et la société (post-)moderne, quand ses seules sources d’information sont contrôlées par l’État (…) » et « réussit à être à la fois une œuvre de propagande et une œuvre critique qui tombe très juste quand il s’agit de dénoncer l’aliénation corporatiste et surtout la dépossession des individus de tout sens à leur propre travail ».
Nicolas Dufour du quotidien suisse Le Temps fait part de son point de vue en disant qu’« au final, l’exercice a la maladresse de ses ambitions. À viser si large dans l’anticipation, à l’exposer de façon tellement littérale, à vouloir tant insister sur le propos qui submerge personnages et intrigue, la série innovante d’Arte tourne vite à la démonstration pesante, trop insistante. La chaîne franco-allemande avait eu fin nez en acquérant la suédoise Real Humans, qui posait de nombreuses questions sur les relations futures entre robots et humains, tout en ménageant un large espace au thriller – peut-être un peu trop large, pouvait-on remarquer. Trepalium procède à l’envers, en voulant empiler les interrogations ouvertes par le postulat, en les étalant. Une anticipation qui se souligne trop elle-même ».
Ce tableau critique globalement négatif est résumé par Myriam Perfetti de Marianne qui parle d'une « série décevante, au scénario aussi mince qu’un sandwich SNCF ».

## Distinctions

### Nominations et sélections
- Festival de la fiction TV de La Rochelle 2015 : « Hors compétition »[3]

## Produits dérivés

### Sorties en DVD et disque Blu-ray
- Trepalium - Coffret de la Saison 1 : 3 février 2016[35].

En France, les DVD et Blu-ray sont édités par Arte Éditions.